# Tortilla Soup
Pour plus de détails, voir Fiche technique et Distribution.
Tortilla Soup est un film américain réalisé par María Ripoll (en), sorti en 2001. Il s'agit du remake de Salé, Sucré d'Ang Lee

## Fiche technique
- Titre : Tortilla Soup
- Réalisation : María Ripoll (en)
- Scénario : Ramón Menéndez, Tom Musca et Vera Blasi d'après le scénario original de Wang Hui-Ling, Ang Lee et James Schamus
- Photographie : Xavier Grobet
- Montage : Andy Blumenthal
- Musique : Bill Conti
- Pays de production :  États-Unis
- Format : Couleurs - 1,85:1
- Genre : Comédie dramatique
- Durée : 103 minutes
- Dates de sortie : 
  - États-Unis : 9 juin 2001 (Festival international du film de Seattle)
  - États-Unis : 31 août 2001
  - France : 19 février 2003[1]

## Distribution
- Héctor Elizondo : Martin Naranjo
- Jacqueline Obradors (VF : Ethel Houbiers) : Carmen Naranjo
- Elizabeth Peña : Leticia Naranjo
- Tamara Mello (VF : Chloé Berthier) : Maribel Naranjo
- Raquel Welch : Hortensia
- Jude Herrera : Eden
- Nikolai Kinski : Andy
- Constance Marie : Yolanda
- Ken Marino : Jeff
- Marisabel García : April
- Julio Oscar Mechoso : Gomez
- Joel Joan : Antonio Urgell
- Paul Rodriguez : Orlando Castillo